# Death from Above 1979
Death from Above 1979 – kanadyjski duet należący do nurtu indie rock/synth rock. Członkami zespołu są: Jesse F. Keeler (gitara basowa i syntezator) oraz Sebastien Grainger (wokal i perkusja). Zespół gra głośny, wzmocniony syntezatorem dance-punk. Dzięki temu stylowi jest porównywany do Lightning Bolt. Podpisał kontrakt z kanadyjską wytwórnią Last Gang Records, a potem z Vice Records w USA i 679 Recordings w Wielkiej Brytanii.
Pomimo że poznali się podczas koncertu Sonic Youth, Keeler i Grainger czasami żartowali, że poznali się w więzieniu, na statku pirackim lub w barze dla gejów, w co wielu fanów i dziennikarzy wierzyło. Twierdzili także, iż mieszkali przez jakiś czas w domu pogrzebowym.
W 2005, teledysk do piosenki "Romantic Rights" wygrał nagrodę VideoFACT na festiwalu MuchMusic Video Awards.
4 sierpnia 2006 Keeler, poprzez oficjalną stronę zespołu, ogłosił, że zespół się rozpadł.
4 lutego 2011 zespół ogłosił, że wznawia swoją działalność.

## Dyskografia
| Rok  | Tytuł                                     | Wydawca              |
| 2004 | You're a Woman, I'm a Machine             | Vice Records         |
| 2005 | Romance Bloody Romance: Remixes & B-Sides | Vice Records         |
| 2014 | The Physical World                        | Warner Bros. Records |
| 2017 | Outrage! Is Now                           | Last Gang Records    |

## EPki
| Rok  | Tytuł                           | Wydawca             |
| 2002 | Heads Up                        | Ache Records        |
| 2004 | Romantic Rights EP              | Sound Virus Records |
| 2005 | Live Session (iTunes Exclusive) | iTunes              |

## Single
| Rok  | Piosenka              | Album                         |
| ---- | --------------------- | ----------------------------- |
| 2004 | "Romantic Rights"     | You're a Woman, I'm a Machine |
| 2005 | "Blood on Our Hands"  | You're a Woman, I'm a Machine |
| 2005 | "Black History Month" | You're a Woman, I'm a Machine |